# Amr Kaddoura
Amr Kaddoura (in arabo عمر قدورة‎?; Landskrona, 1º luglio 1994) è un calciatore svedese naturalizzato palestinese, portiere del Landskrona BoIS e della nazionale palestinese.

## Carriera

### Club
Cresciuto nel settore giovanile del Landskrona BoIS, ha esordito in prima squadra il 26 aprile 2014 disputando l'incontro di campionato di seconda serie pareggiato 1-1 contro il Varberg. Nell'arco di quella stagione ha disputato 14 partite nel torneo di Superettan, ma la squadra bianconera a fine anno è retrocessa in Division 1.
Nel 2015 è sceso nel campionato di Division 2, la quarta serie nazionale, giocando in prestito 23 partite con la maglia dell'Höganäs BK.
Terminato l'anno in prestito, Kaddoura ha fatto ritorno al Landskrona BoIS, iniziando la stagione 2016 in panchina ma conquistando poi uno spazio stabile tra i pali dalla decima giornata in poi. Durante l'anno successivo ha giocato solo una partita di campionato, in quanto è stato prevalentemente riserva di Ivo Vazgeč. La squadra ha però conquistato la promozione avendo chiuso al primo posto il campionato di Division 1 Södra, e Kaddoura ha firmato un rinnovo contrattuale fino alla fine dell'anno 2019. Nel corso della Superettan 2018 il Landskrona ha alternato Kaddoura (19 presenze) all'altro portiere Viktor Noring (12 presenze). L'ultimo posto in classifica ha però condannato la squadra alla retrocessione in terza serie, ma il portiere di origine palestinese ha continuato a militare tra le file dei bianconeri anche nel campionato successivo.

### Nazionale
Kaddoura è stato convocato per la prima volta con la nazionale palestinese nel novembre del 2018, in occasione di due amichevoli contro Pakistan e Cina in vista dell'imminente Coppa d'Asia 2019. È stato convocato anche per la competizione stessa, ma non è mai sceso in campo poiché in tutte e tre le partite disputate dalla Palestina è stato schierato Rami Hamadeh.

## Palmarès

### Club

#### Competizioni nazionali
- Division 1: 1

Landskrona BoIS: 2017